# NGC 1097

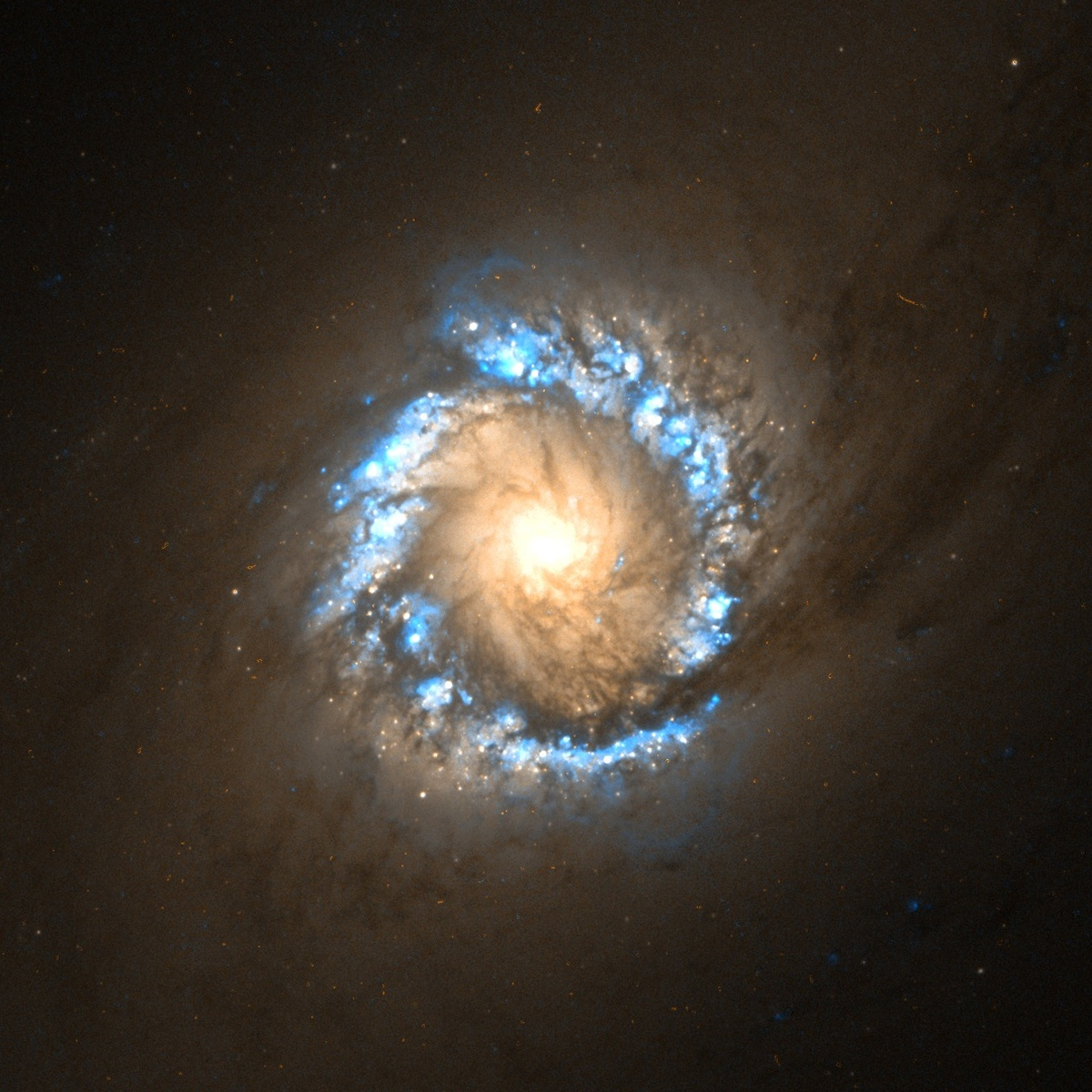
Detailopname van de kern door de Hubble.

NGC 1097 is een balkspiraalstelsel in het sterrenbeeld Oven. Het hemelobject ligt 45 miljoen lichtjaar van de Aarde verwijderd en werd op 9 oktober 1790 ontdekt door de Duits-Britse astronoom William Herschel.
NGC 1097 is een actief sterrenstelsel: het bezit namelijk een zeer actieve kern of AGN (Active Galactic Nuclei). Er zijn ook duidelijke aanwijzigen dat zich in het midden een zwart gat bevindt met een massa van een paar miljoen keer die van de zon. Rond dit zwart gat ligt een heldere ring: dit is een stervormende regio.

## Synoniemen
- GC 610
- IRAS 02441-3029
- 2MASX J02461905-3016296
- Arp 77
- ESO 416-G20
- H 5.48
- h 2495
- MCG -05-07-024
- PGC 10488
- SGC 024411-3028.9
- UGCA 41
- AM 0244-302
- HIPASS J0246-30